# Правна лексикография
Правната лексикография е термин, използван да опише комплексните дейности свързани с развитието на теории и принципи за проектирането, компилацията, употребата и оценяването на речници, които са в сферата на правото (Nielsen 1994).